# Ратленд — Мелтон Цикле Классик 2024
18-й выпуск  Ратленд — Мелтон Цикле Классик — шоссейной однодневной велогонки по дорогам английского региона Ист-Мидлендс. Гонка была запланирована на 28 апреля 2024 года в рамках Европейского тура UCI 2024, однако была отменена из-за наводнений, затопивших трассу.

## Участники
В гонке заявлено участие 33 команд.
| UCI Continental Teams (6)- Parkhotel Valkenburg - XSpeed United Continental - Novapor Speedbike - Israel Premier Tech Academy - Saint Piran - Parkhotel Valkenburg Любительские, клубные или региональные команды (4)- Sn Vitae Bim Bam Coaching RT - The Cycling Academy Race Team - WPGA Amsterdam Racing Academy - Halesowen Cycling Club |
| |

## Маршрут
Трасса протяженностью 185 км проходит по самым сложным дорогам Ратленда и Восточного Лестершира, слегка измененная по сравнению с предыдущими годами. В частности добавлен новый участок Матаберг, «четырехзвездочный» сектор протяженностью 1,6 км, который потенциально может привести к раннему расколу в пелотоне.